# كيليفيش البحر المتوسط
كيليفيش البحر المتوسط أو كيليفيش البحر الأبيض المتوسط (بالإنجليزية: Mediterranean killifish)‏ و(باللاتينية: phanius fasciatus) هو نوع من الأسماك في العائلة البطحيشية. توجد في ألبانيا، والجزائر، والبوسنة والهرسك، وكرواتيا، وقبرص، ومصر، وفرنسا، واليونان، وإيطاليا، ولبنان، وليبيا، ومالطا، والمغرب، والجبل الأسود، وسلوفينيا، وسوريا، وتونس، وتركيا. موائلها الطبيعية هي البحيرات المالحة والمستنقعات المالحة والبحيرات المالحة الساحلية.